# Президент Республіки Китай
Не плутати з Китайською Народною Республікою (КНР), засн. 1949 року.
Президент Республіки Китай (кит.: 中華民國總統) — посада голови держави у цій країні.
Посада заснована 1 січня 1912 року, коли тимчасовим президентом був призначений Сунь Ятсен. У 1946—1950-х роках Республіка Китай втратила контроль над материковим Китаєм, де у 1949 була створена Китайська Народна Республіка.

## Список президентів Китайської республіки

### Прямі вибори
Гоміньдан       Демократична прогресивна партія
| № | Портрет        | Президент                                 | Термін         | Термін         | Порядковий термін        | Вибори                   | Партія                          |
| - | -------------- | ----------------------------------------- | -------------- | -------------- | ------------------------ | ------------------------ | ------------------------------- |
| 4 |                | Лі Денхуей 李登輝 Lǐ Dēnghuī (1923—2020)  | 20 травня 1996 | 20 травня 2000 | 9                        | 1996 5,813,699 (54.0 %)  | Гоміньдан                       |
| 5 |                | Чень Шуйбянь 陳水扁 Chén Shuǐbiǎn (1950–) | 20 травня 2000 | 20 травня 2004 | 10                       | 2000 4,977,737 (39.3 %)  | Демократична прогресивна партія |
| 5 | 20 травня 2004 | Чень Шуйбянь 陳水扁 Chén Shuǐbiǎn (1950–) | 20 травня 2008 | 11             | 2004 6,446,900 (50.11 %) |                          | Демократична прогресивна партія |
| 6 |                | Їнцзю Ма 馬英九 Mǎ Yīngjiǔ (1950–)        | 20 травня 2008 | 20 травня 2012 | 12                       | 2008 7,658,724 (58.45 %) | Гоміньдан                       |
| 6 | 20 травня 2012 | Їнцзю Ма 馬英九 Mǎ Yīngjiǔ (1950–)        | 20 травня 2016 | 13             | 2012 6,891,139 (51.60 %) |                          | Гоміньдан                       |
| 7 |                | Цай Інвень 蔡英文 Cài Yīngwén (1956–)     | 20 травня 2016 | 20 травня 2020 | 14                       | 2016 6,894,744 (56.1 %)  | Демократична прогресивна партія |
| 7 | 20 травня 2020 | Цай Інвень 蔡英文 Cài Yīngwén (1956–)     | 20 травня 2024 | 15             | 2020 8,170,231 (74.90 %) |                          | Демократична прогресивна партія |
| 8 |                | Лай Цінде 賴清德 Lài Qīngdé (1959–)       | 20 травня 2024 |                | 16                       | 2024 5,586,019 (40.05 %) | Демократична прогресивна партія |